# Брандоне
Брандоне (фр. Brandonnet) насеље је и општина у јужној Француској у региону Миди Пирене, у департману Аверон која припада префектури Вилфранш де Руерг.
По подацима из 2011. године у општини је живело 310 становника, а густина насељености је износила 25,37 становника/km². Општина се простире на површини од 12,22 km². Налази се на средњој надморској висини од 400 метара (максималној 546 m, а минималној 318 m).

## Демографија
| 1962. | 1968. | 1975. | 1982. | 1990. | 1999. | 2011. |
| ----- | ----- | ----- | ----- | ----- | ----- | ----- |
| 371   | 417   | 370   | 360   | 325   | 316   | 310   |

График промене броја становника у току последњих година